# Gdynia (album)
Gdynia – składanka prezentująca zespoły z Trójmiasta wydana w 1988 roku przez Tonpress. Materiał nagrano i zmiksowano w studiu Rozgłośni Polskiego Radia w Gdańsku w okresie 1 marca–30 sierpnia 1987 roku.

## Lista wykonawców i utworów
1. Call System – „Szampan” (J. Pękacik/ R. Bryński)
2. Apteka – „Synteza” (Apteka)
3. Pancerne Rowery – „Nikt nam nie weźmie młodości” (J. Sokołowski/ M. Gaszyński)
4. Unrra – „Złap wiatr” (Unrra)
5. Bielizna – „Miłość w Jugosławii” (J. Figura/ J. Janiszewski)
6. Sake – „Lubię to” (R. Krzywicki/ D. Michalak/ J. Pietraszkiewicz)
7. Po prostu – „Ład, ład bum cyk zet” (T. Krzymuski/ Sz. Szprada)
8. Po prostu – „Buty” (T. Krzymuski/ Sz. Szprada)
9. Rocka's Delight – „Frontline” (L. Ślazyk/ G. Zając/ K. Krzymiński/ G. A. Shereni)
10. Apteka – „AAA...” (Apteka)

## Skład
| Bielizna - Jarosław Janiszewski – śpiew - Jarosław Figura – gitara - Witold Cynke – gitara basowa - Leszek Mirkowski – perkusja Unrra - Monika Mielewczyk – śpiew - Magdalena Czernikowska – śpiew - Leszek Złotogórski – śpiew - Jacek Czernikowski – śpiew, gitara - Sławomir Czernota – gitara - Włodzimierz Cetner – gitara basowa - Ryszard Werra – perkusja Sake - Robert Krzywicki – śpiew, gitara - Dariusz Michalak – śpiew, gitara basowa - Zdzisław Ejsmond – perkusja, instr. perkusyjne - Jacek Pietraszkiewicz – instr. klawiszowe |  | Po Prostu - Szczepan Szprada – śpiew - Tadeusz Krzymuski – gitara - Zbigniew Zdziennicki – gitara basowa - Krzysztof Jezierski – perkusja Apteka - Jędrzej Kodymowski – śpiew, gitara - Maciej Wanat – perkusja, śpiew - Maciej Błasiak – gitara basowa, śpiew - Ewa Goljanek – instr. klawiszowe - Małgorzata Bachora – śpiew Pancerne Rowery - Roman Sebastyański – śpiew - Michał Orlewicz-Sołtysiński – gitara - Janusz Sokołowski – gitara - Janusz Pawlik – gitara basowa - Mariusz Dunaj – perkusja - Dariusz Wojciechowski – istr. klawiszowe, trąbka - Tomasz Krawczuk – saksofon tenorowy - Piotr Tobiasz – trąbka - Maciej Błasiak – trąbka |  | Rocka's Delight - Grey Andrew Shereni – śpiew - Grzegorz Matkowski – gitara - Leszek Ślazyk – gitara basowa - Grzegorz Zając – gitara - Andrzej Dziurzański – instr. klawiszowe - Karol Krzymiński – perkusja - Sławek Porębski – instr. perkusyjne, conga - Piotr Sawczuk – trąbka - Robert Höhn – saksofon altowy - Tomasz Bonarowski – trąbka Call System - Robert Bryński – śpiew - Czesław Barczyński – gitara - Jacek Hake – gitara basowa - Krzysztof Kubiak – saksofon - Jacek Pękacik – instr. klawiszowe, klarnet - Tomasz Unrat – perkusja - Marek Dudulewicz – konga |

## Realizacja
- Andrzej Bylicki – inżynier dźwięku (1, 5, 6)
- Jacek Puchalski – inżynier dźwięku (3, 4, 7-9)
- Wiktor Niemiro – inżynier dźwięku (2, 10)
- Adam Toczko – realizacja dźwięku (2-10)
- Waldemar Rudziecki – kierownictwo produkcji
- Wojciech Fułek – kierownictwo produkcji
- Borys Czernichowski – projekt graficzny